# Pallavolo Impavida Ortona 2016-2017
Questa voce raccoglie le informazioni riguardanti la Pallavolo Impavida Ortona nelle competizioni ufficiali della stagione 2016-2017.

## Stagione
La stagione 2016-17 è per la Pallavolo Impavida Ortona, sponsorizzata dalla Sieco Service, la nona, la quinta consecutiva, in Serie A2: viene confermato sia l'allenatore, Nunzio Lanci, che diversi giocatori, come Pietro Di Meo, Alessandro Toscani e Michele Simoni; tra i nuovi acquisti quelli di Paul Buchegger, Jānis Pēda, Mirko Miscione, Giovanni Provvisiero e Samuel Holt, quest'ultimo arrivato a stagione in corso, mentre tra le cessioni quelle di Luca Borgogno, Alessio Fiore, Danilo Cortina, Matteo Paoletti e Nicola Sesto.
Il campionato si apre con la vittoria in trasferta sulla Pallavolo Azzurra Alessano, a cui fanno seguito due sconfitte: nel resto del girone di andata la squadra di Ortona riesce a vincere due partite, alla quarta giornata contro il Club Italia e alla settima giornata contro il Volley Potentino, chiudendo al nono posto in classifica, non utile per qualificarsi alla Coppa Italia di Serie A2. Il girone di ritorno è caratterizzato da risultati altalenanti con successi che si alternano a sconfitte, talvolta anche due consecutive: la regular season termina con l'ottavo posto in classifica nel proprio girone. Nella pool salvezza la Pallavolo Impavida Ortona si aggiudica, nel girone di andata, tre delle cinque partite disputate mentre in quello di ritorno le vince tutte, eccetto una, quella giocata contro la M&G Scuola Pallavolo: si classifica al secondo posto, ottenendo la salvezza.

## Organigramma societario
Area direttiva
- Presidente: Tommaso Lanci
- Vicepresidente: Angelo Matricardi
- Segreteria generale: Franco Lanci

Area organizzativa
- Team manager: Angelo Paris
- Direttore sportivo: Massimo D'Onofrio
- Commercialista: Paola Bertini
- Addetto agli arbitri: Gaetano Ciampoli, Franco Lanci

Area tecnica
- Allenatore: Nunzio Lanci
- Allenatore in seconda: Mariano Costa
- Scout man: Vincenzo Ottalagana
- Assistente allenatori: Massimo D'Onofrio
- Responsabile settore giovanile: Nunzio Lanci

Area comunicazione
- Ufficio stampa: Francesca Marchese
- Area comunicazione: Massimo D'Onofrio

Area marketing
- Ufficio marketing: Massimo D'Onofrio
- Responsabile eventi: Barbara Nair Bianco

Area sanitaria
- Medico: Rino Nicolai, Andrea Simoni
- Preparatore atletico: Mariano Costa
- Fisioterapista: Antonella Di Sciullo

## Rosa
| N° | Nome                 | Ruolo | Data di nascita  | Nazionalità sportiva |
| -- | -------------------- | ----- | ---------------- | -------------------- |
| 1  | Jānis Pēda           | S     | 18 maggio 1985   | Lettonia             |
| 2  | Michele Simoni       | C     | 26 maggio 1990   | Italia               |
| 3  | Alessio Ferrini      | S     | 15 ottobre 1995  | Italia               |
| 4  | Edgardo Ceccoli      | S     | 30 luglio 1998   | Italia               |
| 5  | Mirko Miscione       | C     | 21 maggio 1988   | Italia               |
| 6  | Kirill Listratov     | C     | 22 febbraio 1996 | Italia               |
| 7  | Matteo Pedron        | P     | 14 luglio 1992   | Italia               |
| 8  | Samuel Holt          | S     | 20 giugno 1993   | Stati Uniti          |
| 9  | Alessandro Toscani   | L     | 18 luglio 1998   | Italia               |
| 10 | Giovanni Provvisiero | L     | 3 agosto 1996    | Italia               |
| 11 | Pietro Di Meo        | S     | 28 giugno 1982   | Italia               |
| 12 | Andrea Lanci         | P     | 12 agosto 1980   | Italia               |
| 17 | Nicolò Casaro        | S/O   | 25 ottobre 1994  | Italia               |
| 18 | Paul Buchegger       | S/O   | 4 marzo 1996     | Austria              |

## Mercato
| Acquisti | Acquisti             | Acquisti         | Acquisti   |
| R.       | Nome                 | da               | Modalità   |
| -------- | -------------------- | ---------------- | ---------- |
| S/O      | Paul Buchegger       | Bühl             | definitivo |
| S/O      | Nicolò Casaro        | Motta            | definitivo |
| S        | Alessio Ferrini      | Cinquefrondi     | definitivo |
| S        | Samuel Holt          | BluVolley Verona | definitivo |
| C        | Kirill Listratov     | Cinquefrondi     | definitivo |
| C        | Mirko Miscione       | Marconi          | definitivo |
| S        | Jānis Pēda           | Tirol            | definitivo |
| P        | Matteo Pedron        | Materdomini      | definitivo |
| L        | Giovanni Provvisiero | Folgore Massa    | definitivo |

| Cessioni | Cessioni          | Cessioni           | Cessioni   |
| R.       | Nome              | a                  | Modalità   |
| -------- | ----------------- | ------------------ | ---------- |
| S        | Luca Borgogno     | Alessano           | definitivo |
| L        | Danilo Cortina    | Powervolley Milano | definitivo |
| S        | Alessio Fiore     | Materdomini        | definitivo |
| C        | Matteo Guidone    | ?                  | definitivo |
| P        | Mattia Matricardi | Pineto             | definitivo |
| S/O      | Renato Orsini     | ?                  | definitivo |
| S/O      | Matteo Paoletti   | Mondovì            | definitivo |
| C        | Nicola Sesto      | Tuscania           | definitivo |

## Risultati

### Serie A2

#### Regular season

##### Girone di andata
| 1ª giornata - 9 ottobre 2016 Palazzetto dello Sport, Tricase | Alessano        | 2 - 3 | Impavida Ortona     | 25-22, 25-27, 25-21, 19-25, 13-15 |
| 2ª giornata - 15 ottobre 2016 Palasport Comunale, Ortona     | Impavida Ortona | 1 - 3 | Lupi Santa Croce    | 25-20, 20-25, 20-25, 22-25        |
| 3ª giornata - 23 ottobre 2016 PalaEstra, Siena               | Emma Villas     | 3 - 0 | Impavida Ortona     | 25-13, 25-20, 25-20               |
| 4ª giornata - 29 ottobre 2016 Palazzetto dello Sport, Roma   | Club Italia     | 1 - 3 | Impavida Ortona     | 16-25, 20-25, 25-22, 18-25        |
| 5ª giornata - 6 novembre 2016 Palasport Comunale, Ortona     | Impavida Ortona | 1 - 3 | New Mater           | 17-25, 20-25, 30-28, 16-25        |
| 6ª giornata - 13 novembre 2016 PalaJacazzi, Aversa           | Aversa          | 3 - 2 | Impavida Ortona     | 22-25, 25-16, 19-25, 25-19, 15-11 |
| 7ª giornata - 20 novembre 2016 Palasport Comunale, Ortona    | Impavida Ortona | 3 - 2 | Potentino           | 22-25, 19-25, 25-21, 25-22, 15-9  |
| 8ª giornata - 27 novembre 2016 Palasport Comunale, Ortona    | Impavida Ortona | 1 - 3 | Rinascita Lagonegro | 20-25, 25-20, 21-25, 24-26        |
| 9ª giornata - 4 dicembre 2016 PalaMalè, Viterbo              | Tuscania        | 3 - 0 | Impavida Ortona     | 25-15, 25-19, 25-20               |

##### Girone di ritorno
| 10ª giornata - 8 dicembre 2016 Palasport Comunale, Ortona          | Impavida Ortona     | 3 - 2 | Alessano        | 21-25, 25-19, 25-23, 22-25, 15-12 |
| 11ª giornata - 11 dicembre 2016 PalaParenti, Santa Croce sull'Arno | Lupi Santa Croce    | 3 - 2 | Impavida Ortona | 22-25, 25-14, 25-9, 25-27, 15-13  |
| 12ª giornata - 18 dicembre 2016 Palasport Comunale, Ortona         | Impavida Ortona     | 1 - 3 | Emma Villas     | 16-25, 23-25, 25-20, 15-25        |
| 13ª giornata - 26 dicembre 2016 Palasport Comunale, Ortona         | Impavida Ortona     | 3 - 0 | Club Italia     | 25-18, 25-20, 25-23               |
| 14ª giornata - 5 gennaio 2017 PalaGrotte, Castellana Grotte        | New Mater           | 3 - 1 | Impavida Ortona | 25-16, 23-25, 25-20, 25-20        |
| 15ª giornata - 8 gennaio 2017 Palasport Comunale, Ortona           | Impavida Ortona     | 3 - 0 | Aversa          | 25-18, 25-20, 25-15               |
| 16ª giornata - 15 gennaio 2017 PalaCivitanova, Civitanova Marche   | Potentino           | 2 - 3 | Impavida Ortona | 15-25, 26-24, 22-25, 25-16, 12-15 |
| 17ª giornata - 22 gennaio 2017 PalaAlberti, Lauria                 | Rinascita Lagonegro | 3 - 0 | Impavida Ortona | 25-17, 27-25, 25-22               |
| 18ª giornata - 4 febbraio 2017 Palasport Comunale, Ortona          | Impavida Ortona     | 2 - 3 | Tuscania        | 25-18, 23-25, 27-25, 12-25, 12-15 |

#### Pool salvezza

##### Girone di andata
| 1ª giornata - 12 febbraio 2017 Palasport Comunale, Ortona    | Impavida Ortona   | 3 - 0 | Libertas Brianza | 25-18, 25-14, 25-15               |
| 2ª giornata - 19 febbraio 2017 PalaSanFilippo, Brescia       | Atlantide Brescia | 3 - 2 | Impavida Ortona  | 25-17, 23-25, 27-25, 13-25, 15-12 |
| 3ª giornata - 23 febbraio 2017 Palasport Comunale, Ortona    | Impavida Ortona   | 3 - 0 | M&G              | 25-23, 25-19, 25-22               |
| 4ª giornata - 26 febbraio 2017 PalaGrotte, Castellana Grotte | Materdomini       | 3 - 0 | Impavida Ortona  | 25-15, 25-21, 27-25               |
| 5ª giornata - 5 marzo 2017 Palasport Comunale, Ortona        | Impavida Ortona   | 3 - 0 | Castellana       | 25-20, 25-16, 25-19               |

##### Girone di ritorno
| 6ª giornata - 12 marzo 2017 PalaParini, Cantù                      | Libertas Brianza | 1 - 3 | Impavida Ortona   | 24-26, 25-19, 22-25, 25-27 |
| 7ª giornata - 16 marzo 2017 Palasport Comunale, Ortona             | Impavida Ortona  | 3 - 0 | Atlantide Brescia | 25-17, 25-14, 25-23        |
| 8ª giornata - 23 marzo 2017 Palasport Grottazzolina, Grottazzolina | M&G              | 3 - 0 | Impavida Ortona   | 25-18, 25-20, 33-31        |
| 9ª giornata - 26 marzo 2017 Palasport Comunale, Ortona             | Impavida Ortona  | 3 - 0 | Materdomini       | 25-21, 25-17, 25-17        |
| 10ª giornata - 1º aprile 2017 Palazzetto dello Sport, Brendola     | Castellana       | 0 - 3 | Impavida Ortona   | 26-28, 26-28, 23-25        |

## Statistiche

### Statistiche di squadra
| Competizione | Punti | In casa | In casa | In casa | In trasferta | In trasferta | In trasferta | Totale | Totale | Totale |
| Competizione | Punti | G       | V       | P       | G            | V            | P            | G      | V      | P      |
| ------------ | ----- | ------- | ------- | ------- | ------------ | ------------ | ------------ | ------ | ------ | ------ |
| Serie A2     | 36    | 14      | 9       | 5       | 14           | 5            | 9            | 28     | 14     | 14     |
| Totale       | -     | 14      | 9       | 5       | 14           | 5            | 9            | 28     | 14     | 14     |

G = partite giocate; V = partite vinte; P = partite perse

### Statistiche dei giocatori
| Giocatore      | Serie A2 | Serie A2 | Serie A2 | Serie A2 | Serie A2 | Totale | Totale | Totale | Totale | Totale |
| Giocatore      | P        | PT       | AV       | MV       | BV       | P      | PT     | AV     | MV     | BV     |
| -------------- | -------- | -------- | -------- | -------- | -------- | ------ | ------ | ------ | ------ | ------ |
| P. Buchegger   | 26       | 479      | 413      | 27       | 39       | 26     | 479    | 413    | 27     | 39     |
| N. Casaro      | 17       | 95       | 85       | 5        | 5        | 17     | 95     | 85     | 5      | 5      |
| E. Ceccoli     | 5        | 2        | 1        | 0        | 1        | 5      | 2      | 1      | 0      | 1      |
| P. Di Meo      | 27       | 260      | 214      | 30       | 16       | 27     | 260    | 214    | 30     | 16     |
| A. Ferrini     | 16       | 41       | 31       | 4        | 6        | 16     | 41     | 31     | 4      | 6      |
| S. Holt        | 20       | 300      | 267      | 14       | 19       | 20     | 300    | 267    | 14     | 19     |
| A. Lanci       | 20       | 2        | 1        | 0        | 1        | 20     | 2      | 1      | 0      | 1      |
| K. Listratov   | 8        | 17       | 9        | 7        | 1        | 8      | 17     | 9      | 7      | 1      |
| M. Miscione    | 24       | 132      | 80       | 41       | 11       | 24     | 132    | 80     | 41     | 11     |
| J. Pēda        | 5        | 47       | 41       | 3        | 3        | 5      | 47     | 41     | 3      | 3      |
| M. Pedron      | 28       | 51       | 18       | 22       | 11       | 28     | 51     | 18     | 22     | 11     |
| G. Provvisiero | 21       | 1        | 1        | 0        | 0        | 21     | 1      | 1      | 0      | 0      |
| M. Simoni      | 28       | 231      | 174      | 46       | 11       | 28     | 231    | 174    | 46     | 11     |
| A. Toscani     | 23       | 0        | 0        | 0        | 0        | 23     | 0      | 0      | 0      | 0      |

P = presenze; PT = punti totali; AV = attacchi vincenti; MV = muri vincenti; BV = battute vincenti